# Wilfried Maaß
Wilfried Maaß (Seidenberg (Oberlausitz), 1931. szeptember 22. – Zeuthen, 2005. december 23.) német politikus. 1962 és 1966 közt ő volt a Német Szocialista Egységpárt Frankfurt (Oder) körzetében a tudományért, oktatásért és kultúráért felelős titkára. 1966-ban az NDK kulturális miniszterének helyettese lett. 1968 és 1972 közt a Kulturbund elnökségi tagja volt. 1984-ben otthagyta a miniszterhelyettesi pozíciót, hogy a Kulturbund titkára lehessen. Íróként is ismert.